# Wetzelsdorf
Wetzelsdorf est le 15e arrondissement de la ville autrichienne de Graz, capitale de la Styrie. Il est situé dans l’ouest de la ville. Il avait 16 708 habitants au 1er janvier 2021 pour une superficie de 5,77 km2.

## Lieux et monuments
On trouve notamment à Wetzelsdorf le cimetière juif de Graz.